# Julien Sanchez

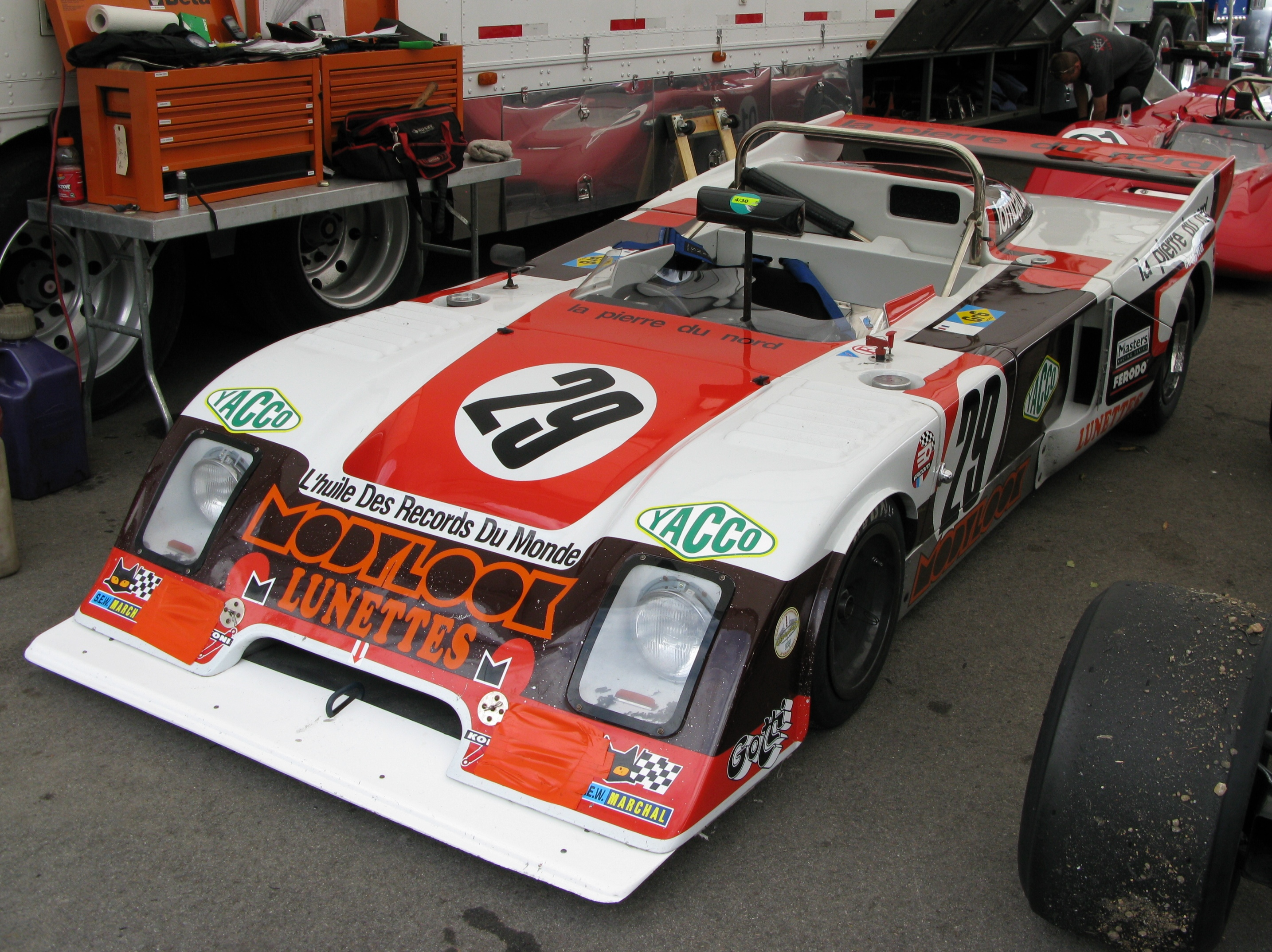
Der Chevron B36, mit dem Julien Sanchez beim 24-Stunden-Rennen von Le Mans 1978 am Start war

Julien Sanchez (* 4. Mai 1950 in Grenoble) ist ein ehemaliger französischer Autorennfahrer.

## Karriere als Rennfahrer
Daniel Gache war in seiner Karriere einmal beim 24-Stunden-Rennen von Le Mans am Start. 1978 war er Partner von Michel Dubois und Daniel Gache auf einem Chevron B36. Der Einsatz endete vorzeitig durch einen Unfall.

## Statistik

### Le-Mans-Ergebnisse
| Jahr | Team         | Fahrzeug    | Teamkollege   | Teamkollege  | Platzierung | Ausfallgrund |
| ---- | ------------ | ----------- | ------------- | ------------ | ----------- | ------------ |
| 1978 | ROC Modylook | Chevron B36 | Michel Dubois | Daniel Gache | Ausfall     | Unfall       |